# 石坑里
石坑里為高雄市內門區屬下的行政區劃。根據截至2024年8月（民國113年8月）的統計，該里有8鄰，187戶，510人。

## 歷史
現今石坑里（不含北部）範圍於臺灣日治時代被稱為「東勢埔庄」（舊制街庄），隸屬於羅漢內門里。
1901年（日治明治三十四年）11月11日，全台廢縣廳改設二十廳，該庄隸屬於蕃薯藔廳。1904年（明治三十七年）2月16日，該庄編入「觀音亭區」，隸屬於蕃薯藔廳。1909年（明治四十二年）10月25日，全台合併二十廳為十二廳，觀音亭區改隸屬於阿緱廳。1920年（大正九年）10月1日，全台地方制度大改正，廢十二廳改設五州二廳，該庄改制為「東勢埔」大字，隸屬於高雄州旗山郡內門庄（新制街庄）。
1945年中華民國接收臺灣後內門庄改制為內門鄉，隸屬於高雄縣，大字亦改制為村。1950年（民國39年）10月1日，高、屏分治，內門鄉仍隸屬於高雄縣。2010年（民國99年）12月25日，高雄縣、市合併為直轄高雄市，內門鄉改制為內門區，村亦改制為里。